# Eunaticina oblonga
Eunaticina oblonga is een slakkensoort uit de familie van de Naticidae. De wetenschappelijke naam van de soort is voor het eerst geldig gepubliceerd in 1864 door Reeve.